# 中国气象局

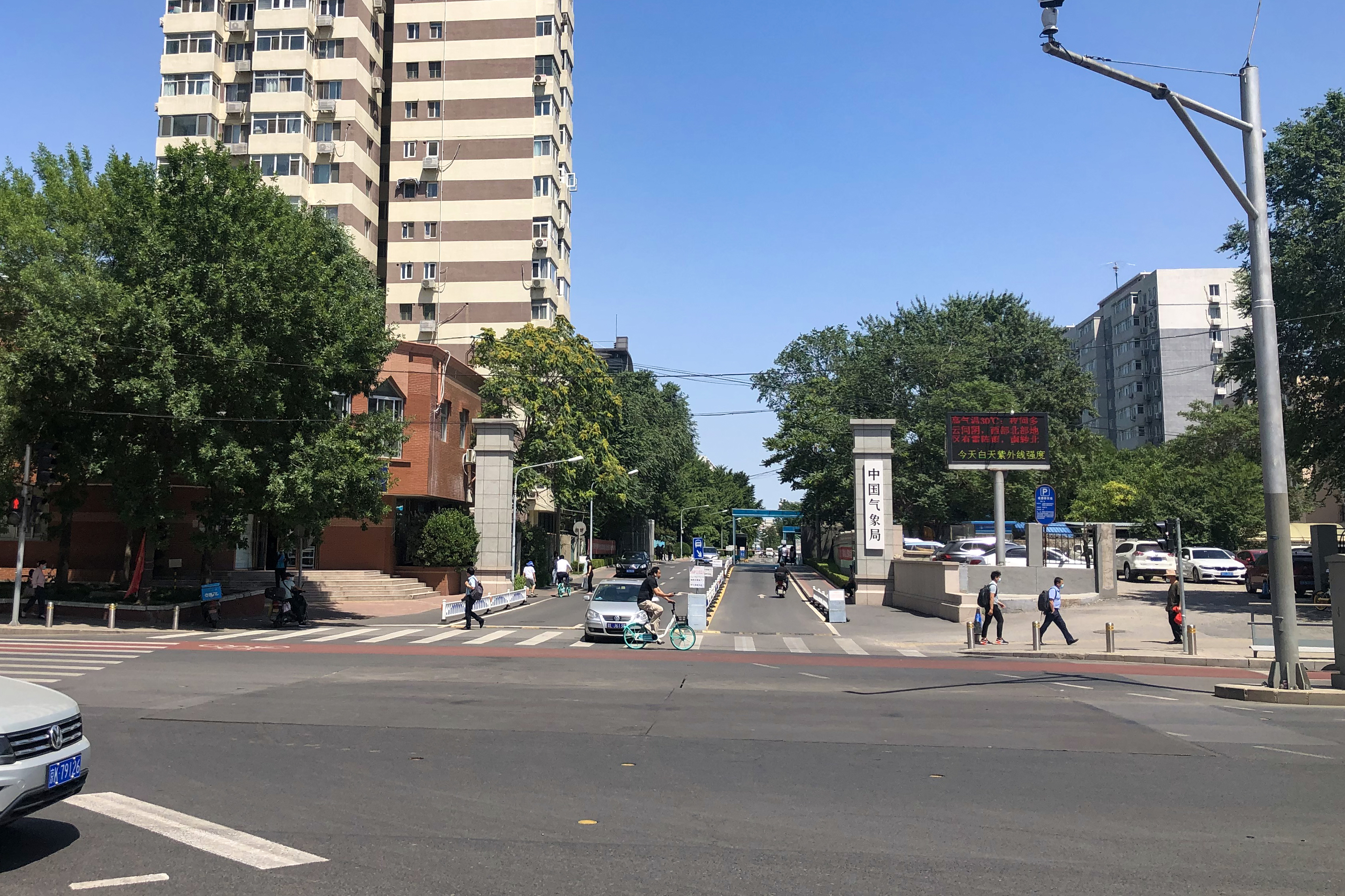
位于中关村南大街46号的中国气象局西门

中国气象局（英語：China Meteorological Administration），是中华人民共和国国务院负责气象行政管理与科学研究的副部级直属事业单位。

## 沿革

### 中央气象局时期

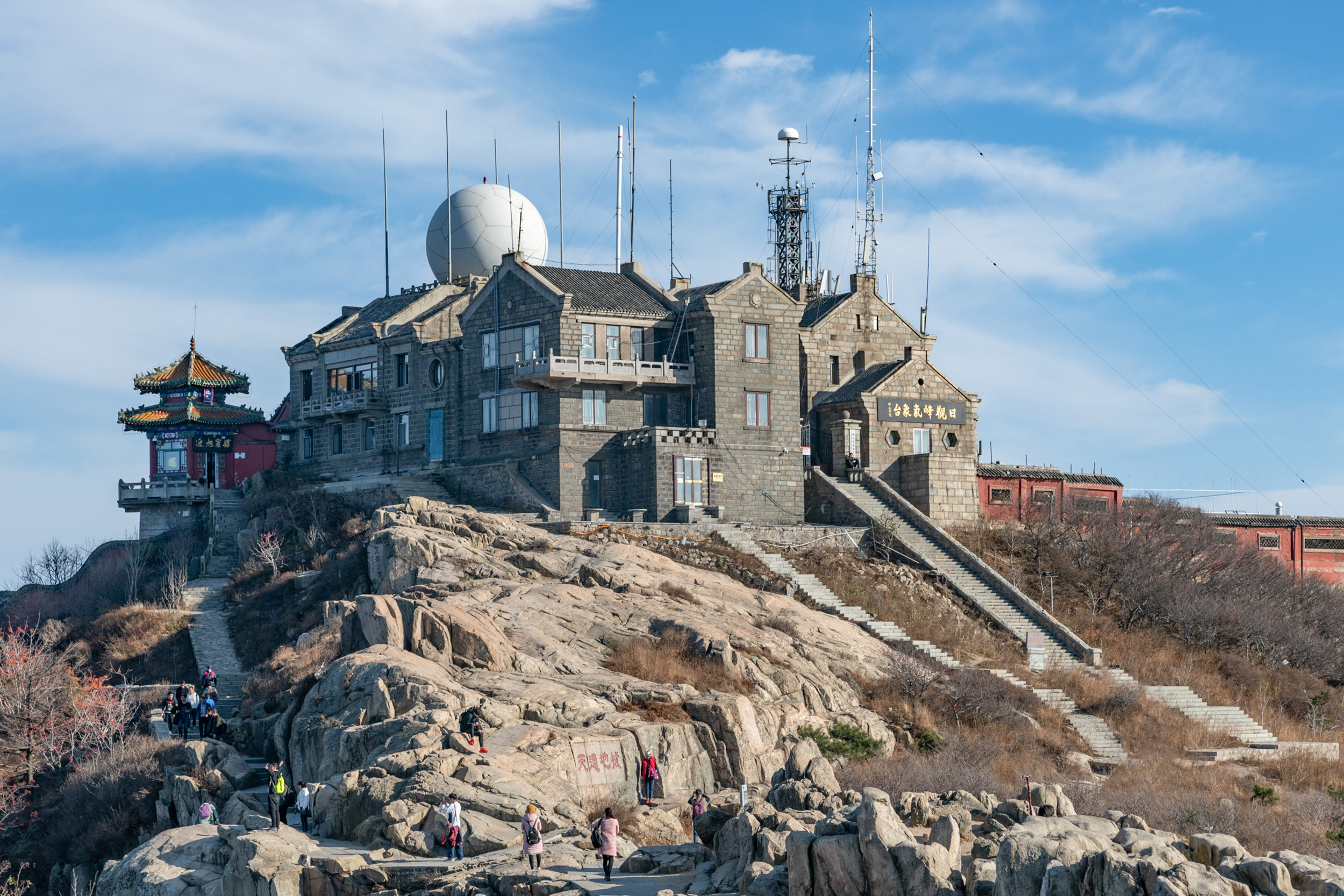
坐落在泰山日观峰的泰山气象站，又称日观峰气象台，建成于1935年，是中国第一个永久性高山气象站。竺可桢为气象台亲自选址，蔡元培题写奠基纪念碑，邵元冲题写“日观峰气象台”台名。

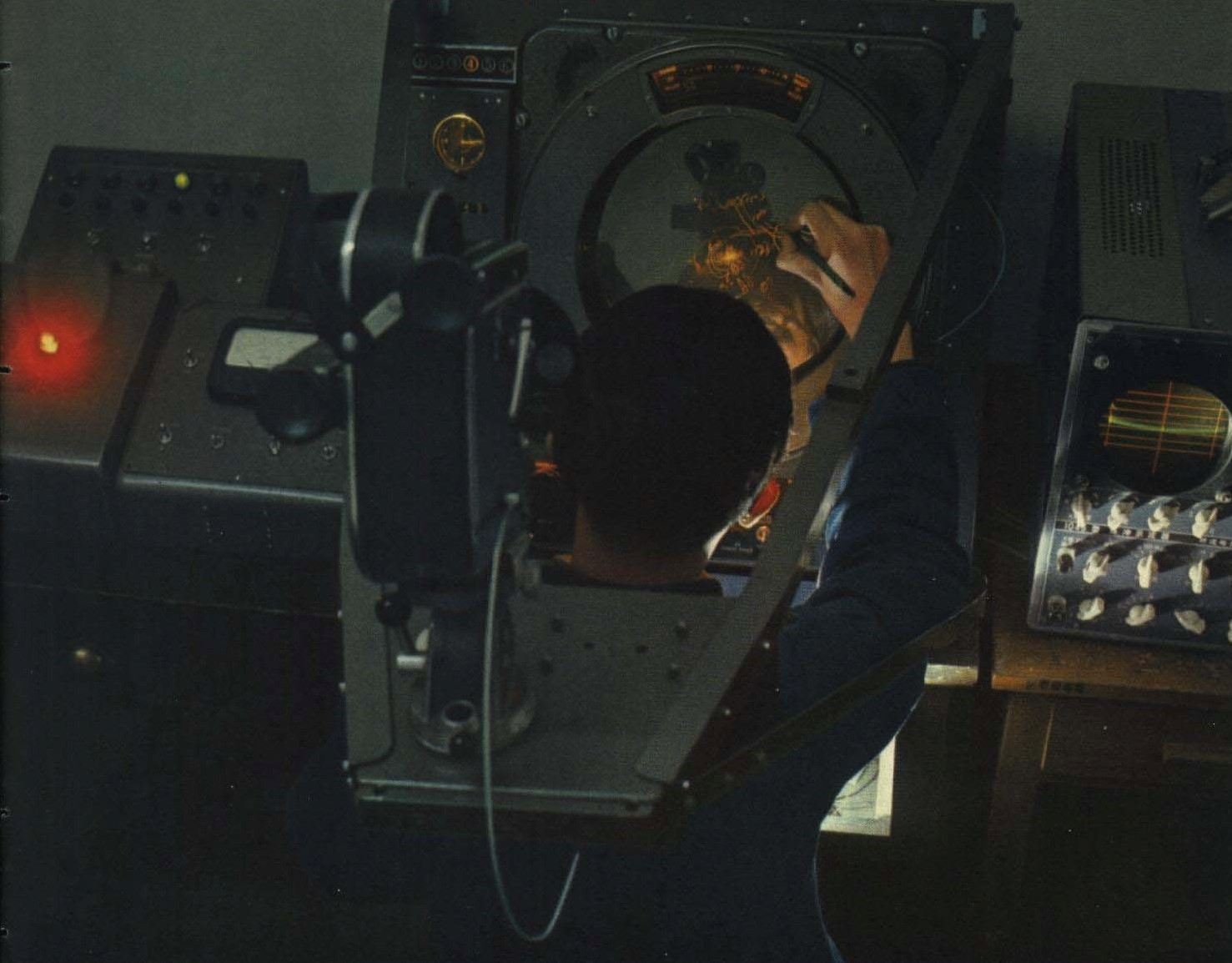
1963年中央气象局观测站

1949年12月8日，中央人民政府人民革命军事委员会气象局（中央军委气象局）成立，统一领导全国气象事业。17日，中央人民政府主席毛泽东和中央人民政府政务院总理周恩来任命涂长望为局长。
1950年3月，成立了第一个直属业务机构中央气象台。1953年8月1日，为配合国家开展大规模经济建设的需要，根据中央人民政府主席毛泽东、政务院总理周恩来的命令，中央军委气象局自中国人民解放军建制转归政务院建制，成为政务院直属机构，更名为中央气象局；全国各地的气象机构也均从军队建制转归地方人民政府建制。
文化大革命爆发后，中央气象局再次归军队管理。1967年11月27日，军代表进驻中央气象局。1969年12月4日，国务院、中共中央军委发出《关于总参军事气象局与中央气象局合并问题的通知》，决定总参谋部军事气象局与中央气象局于1970年1月2日正式合并，撤销总参谋部军事气象局，称中央气象局，并保留总参谋部军事气象局的名称，归总参谋部建制。各级气象部门由当地军事部门和地方人民政府双重领导。
1973年3月6日，中共中央同意国务院、中共中央军委《关于调整测绘、气象、邮电部门体制问题的请示》，决定：中央气象局与总参谋部分开，中央气象局划归国务院建制，另行组建总参气象局；省（自治区、直辖市）以下气象部门划归同级革命委员会领导。1973年5月23日，国务院、中共中央军委发出《关于调整气象部门体制的通知》，正式将中央气象局与总参气象局分开，单独组建总参气象局。1973年5月23日起，中央气象局由农林部代管，在此期间至同年8月25日称农林部中央气象局。

### 中国气象局时期
1982年8月23日，中央气象局改称中国气象局。1994年，中国气象局由国务院直属机构改为国务院直属事业单位。
2017年5月，在世界气象组织（WMO）执行理事会第69次届会上，中国气象局被正式认定为世界气象中心（WMC）。
2020年8月31日，根据国家发展改革委《关于全面推开行业协会商会与行政机关脱钩改革的实施意见》（发改体改〔2019〕1063号），原由气象局主管的中国气象服务协会等1家行业协会（商会）与气象局分离，依法直接登记、独立运行，剥离行政职能，不再设置业务主管单位。取消对其的直接财政拨款，通过政府购买服务等方式支持其发展。

## 职责
根据《中国气象局主要职责内设机构和人员编制规定》，中国气象局承担下列职责：
1. 拟定气象工作的方针政策、法律法规、发展战略和长远规划；制定、发布气象工作的规章制度、技术标准和规范并监督实施；承担气象行政执法和行政复议工作。
2. 组织拟订和实施气象灾害防御规划，参与政府气象防灾减灾决策，组织指导气象防灾减灾工作；组织编制国家气象灾害应急预案，组织气象灾害防御应急管理工作；组织气象灾害监测预警及信息发布系统建设，负责气象灾害监测预警和信息发布；承担国家重大突发公共事件预警信息发布工作；负责重大活动、突发公共事件气象保障工作；组织对重大灾害性天气跨地区、跨部门的气象联防和重大气象保障；组织气象灾害风险普查、风险区划和风险评估工作；组织对国家重点工程、重大区域性经济开发项目、城乡建设的气象服务；管理人工影响天气工作。
3. 对国务院其他部门设有的气象工作机构实施行业管理，统一规划全国陆地、江河湖泊及海上气象观测、气象台站网、气象基础设施和大型气象技术装备的发展和布局，审订气象信息采集、传输、加工的质量评价方法并监督实施；组织气象技术装备保障和质量监督、气象计量监督，审核全国大中型气象项目的立项和方案。
4. 管理全国陆地、江河湖泊及海上气象情报预报警报、短期气候预测、空间天气灾害监测预报预警、城市环境气象预报、火险气象等级预报和气候影响评价的发布；组织论证并审查大气环境影响评价。
5. 组织气候变化科学相关工作；组织气候资源的综合调查、区划，指导气候资源的开发利用和保护；组织并审查国家重点建设工程、重大区域性经济开发项目和城乡建设规划的气象条件论证。
6. 组织指导气象部门的科技体制改革、组织气象领域重大科研攻关和成果的推广应用，协调气象科技开发、技术合作和技术推广；组织宣传、普及气象科学知识，提高全民气象防灾减灾和气候资源意识。
7. 管理气象外事工作，代表我国政府参与世界气象组织及其他国际气象机构的活动，开展与外国政府（地区）气象机构间的合作与交流。
8. 统一领导全国气象部门的工作；以中国气象局为主管理省级气象部门的计划财务、机构编制、人事劳动、队伍建设、教育培训和业务建设；指导地方气象事业的发展。
9. 协助地方人民政府指导地方气象职工队伍的思想政治工作和精神文明建设。
10. 承办国务院交办的其他事项。

## 机构设置

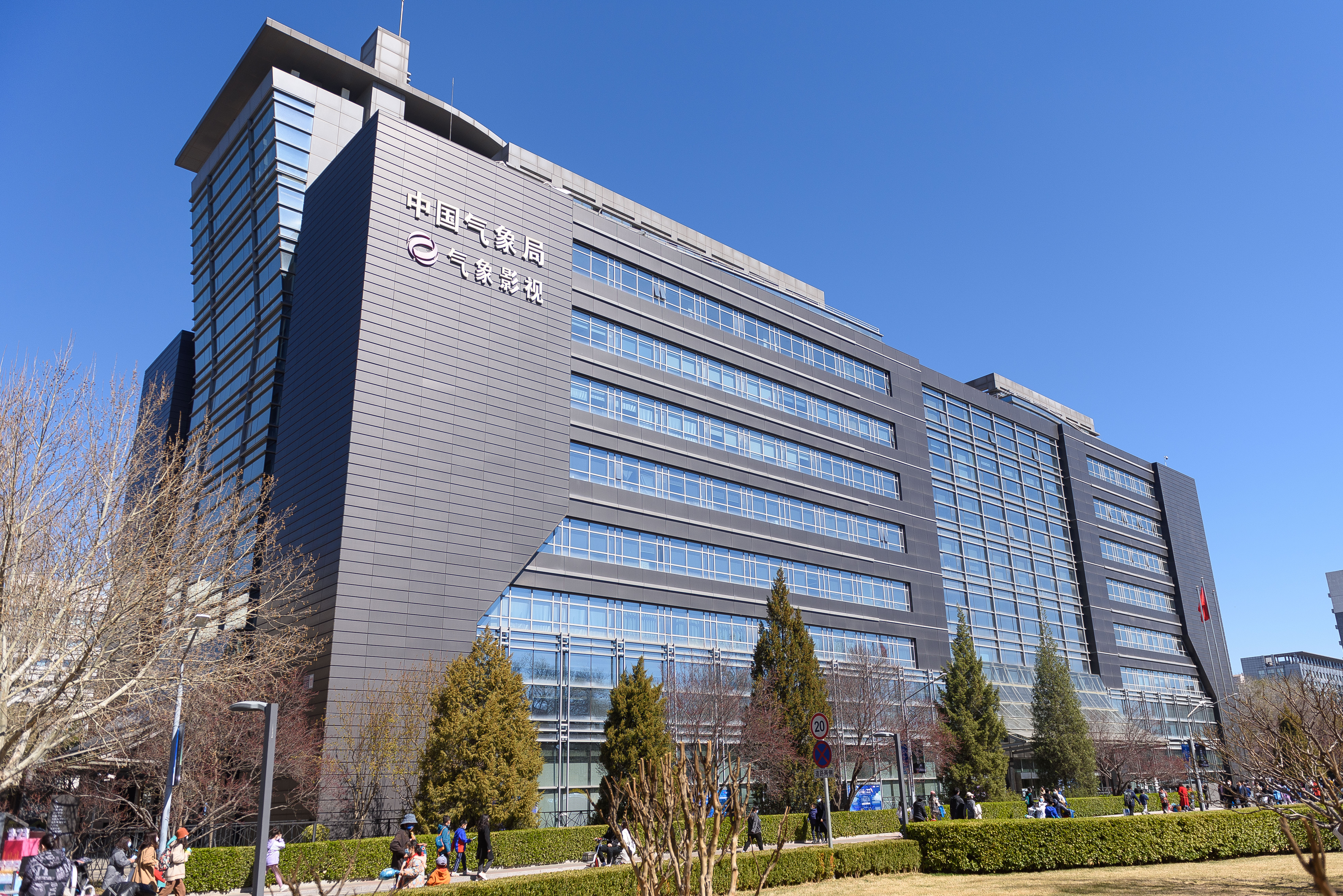
中国气象局气象影视中心；中国气象局公共气象服务中心亦在此楼内

根据《中国气象局主要职责内设机构和人员编制规定》，中国气象局内设机构为副司局级，省级气象局为正厅局级。中国气象局设置下列机构：

### 内设机构
- 办公室
- 应急减灾与公共服务司
- 预报与网络司
- 综合观测司
- 科技与气候变化司
- 计划财务司
- 人事司
- 政策法规司
- 国际合作司
- 机关党委（巡视办）
- 离退休干部办公室

### 直属事业单位
- 国家气象中心（中央气象台）
- 国家气候中心
- 国家卫星气象中心
- 国家气象信息中心
- 中国气象局地球系统数值预报中心
- 中国气象局气象探测中心
- 中国气象局公共气象服务中心（国家预警信息发布中心）
- 中国气象科学研究院
- 中国气象局人工影响天气中心
- 中国气象局气象干部培训学院
- 中国气象局气象发展与规划院
- 中国气象局气象宣传与科普中心（中国气象报社）
- 中国气象局机关服务中心

### 直属企业单位
- 气象出版社有限公司
- 中国华云气象科技集团公司
- 华风气象传媒集团有限责任公司

### 垂直管理机构
- 北京市气象局
- 天津市气象局
- 河北省气象局
- 山西省气象局
- 内蒙古自治区气象局
- 辽宁省气象局
- 吉林省气象局
- 黑龙江省气象局
- 上海市气象局
- 江苏省气象局
- 浙江省气象局
- 安徽省气象局
- 福建省气象局
- 江西省气象局
- 山东省气象局
- 河南省气象局
- 湖北省气象局
- 湖南省气象局
- 广东省气象局
- 广西壮族自治区气象局
- 海南省气象局
- 重庆市气象局
- 四川省气象局
- 贵州省气象局
- 云南省气象局
- 西藏自治区气象局
- 陕西省气象局
- 甘肃省气象局
- 青海省气象局
- 宁夏回族自治区气象局
- 新疆维吾尔自治区气象局

## 业务
气象系统实行气象部门与地方人民政府双重领导、以气象部门为主的领导管理体制，国家、省、地、县四级管理机制。现有31个省级行政区气象局、329个地级行政区气象局、2155个县级行政区气象局，382个国家、省、地气象台，2424个气象观测站（其中艰苦气象站987个，占41%）、120个高空气象观测站、323个天气雷达站、5个气象卫星地面接收站、7个全球和区域大气成分本底观测站等。气象部门现有职工107 372人，国家、省、地、县分别占6.2%、24.1%、32.4%、37.3%，其中在职职工73 176人，离退休人员34 196人。

## 历任领导

### 历任局长
| 任次                                           | 姓名                                     | 就任日期                                 | 卸任日期                                 | 政党                                     | 备注                                                |
| 中央人民政府人民革命军事委员会气象局局长       | 中央人民政府人民革命军事委员会气象局局长 | 中央人民政府人民革命军事委员会气象局局长 | 中央人民政府人民革命军事委员会气象局局长 | 中央人民政府人民革命军事委员会气象局局长 | 中央人民政府人民革命军事委员会气象局局长            |
| ---------------------------------------------- | ---------------------------------------- | ---------------------------------------- | ---------------------------------------- | ---------------------------------------- | --------------------------------------------------- |
| -                                              | 涂长望                                   | 1949年12月17日                           | 1953年8月1日                             | 九三学社                                 | 1956年加入中国共产党                                |
| 中央气象局局长                                 |                                          |                                          |                                          |                                          |                                                     |
| 1                                              | 涂长望                                   | 1953年8月1日                             | 1962年6月9日                             | 九三学社                                 | 任内逝世                                            |
| -                                              | 饶兴                                     | 1962年9月22日                            | 1964年10月31日                           | 中国共产党                               | 代理                                                |
| 2                                              | 饶兴                                     | 1964年10月31日                           | 1970年1月2日                             | 中国共产党                               |                                                     |
| 3                                              | 沈敏                                     | 1967年11月27日                           | 1970年3月25日                            | 中国共产党                               | 军代表                                              |
| 中央气象局（中国人民解放军总参谋部气象局）局长 |                                          |                                          |                                          |                                          |                                                     |
| -                                              | 孟平                                     | 1969年12月4日                            | 1973年3月6日                             | 中国共产党                               | 1970年1月2日与中央气象局合并                        |
| 中央气象局负责人                               |                                          |                                          |                                          |                                          |                                                     |
| -                                              | 邹竞蒙                                   | 1974年1月                                | 1979年4月                                | 中国共产党                               | 副局长（负责人）                                    |
| 国务院农林部中央气象局局长                     |                                          |                                          |                                          |                                          |                                                     |
| -                                              | 饶兴                                     | 1973年5月23日                            | 1973年8月25日                            | 中国共产党                               |                                                     |
| 中央气象局局长                                 |                                          |                                          |                                          |                                          |                                                     |
| 3                                              | 饶兴                                     | 1973年8月25日                            | 1980年4月3日                             | 中国共产党                               |                                                     |
| -                                              | 薛伟民                                   | 1980年4月3日                             | 1981年2月23日                            | 中国共产党                               | 代理                                                |
| 4                                              | 薛伟民                                   | 1981年2月23日                            | 1982年4月24日                            | 中国共产党                               |                                                     |
| 国家气象局局长                                 |                                          |                                          |                                          |                                          |                                                     |
| -                                              | 邹竞蒙                                   | 1982年4月24日                            | 1993年6月23日                            | 中国共产党                               |                                                     |
| 中国气象局局长                                 |                                          |                                          |                                          |                                          |                                                     |
| 1                                              | 邹竞蒙                                   | 1993年6月23日                            | 1996年7月30日                            | 中国共产党                               | 卸任后被任命为名誉局长（1996年10月－1999年2月22日） |
| 2                                              | 温克刚                                   | 1996年7月30日                            | 2000年12月2日                            | 中国共产党                               |                                                     |
| 3                                              | 秦大河                                   | 2000年12月2日                            | 2007年4月4日                             | 中国共产党                               | [ 8 ]                                               |
| 4                                              | 郑国光                                   | 2007年4月4日                             | 2016年12月16日                           | 中国共产党                               |                                                     |
| 5                                              | 刘雅鸣                                   | 2016年12月16日                           | 2021年1月12日                            | 中国共产党                               | [ 9 ]                                               |
| 6                                              | 庄国泰                                   | 2021年1月12日                            | 2023年2月3日                             | 中国共产党                               |                                                     |
| 7                                              | 陈振林                                   | 2023年3月29日                            | 现任                                     | 中国共产党                               | [ 10 ]                                              |

### 在世前局长
截至2025年7月，历任中国气象局局长中有5位仍在世：
| 姓名   | 任期                          | 出生日期和年龄     |
| ------ | ----------------------------- | ------------------ |
| 温克刚 | 1996年7月30日－2000年12月2日  | 1937年10月（87歲） |
| 秦大河 | 2000年12月2日－2007年4月4日   | 1947年1月4日       |
| 郑国光 | 2007年4月4日－2016年12月16日  | 1959年11月（65歲） |
| 刘雅鸣 | 2016年12月16日－2021年1月12日 | 1957年6月3日       |
| 庄国泰 | 2021年1月12日－2023年2月3日   | 1962年4月25日      |

最近一位去世的前局长是薛伟民，他于2013年10月22日去世，享年96岁。

### 其他局领导
副局长
......
- 毕宝贵（2022年5月—）
- 张祖强（2022年8月—）
- 曹晓钟（2022年12月—）
- 熊绍员（2023年12月—）
- 宋善允（2024年7月—）

总工程师
......
- 潘进军（2025年1月—，兼政策法规司司长）

### 引用
1. ↑  .   [2014-12-06]. （原始内容存档于2014-12-09）.
2. 1 2  .   [2014-12-06]. （原始内容存档于2016-03-04）.
3. 1 2 3  .   [2014-12-06]. （原始内容存档于2008-06-07）.
4. ↑  .   [2014-12-06]. （原始内容存档于2014-12-14）.
5. ↑  . 澎湃新闻. 2017-06-06. （原始内容存档于2017-06-07）.
6. ↑  国家发展和改革委员会. . 中国政府网. 北京.   [2021-01-02]. （原始内容存档于2021-01-16） （中文（简体））.
7. ↑  行业协会商会与行政机关脱钩联合工作组办公室. . 中国政府网. 北京.   [2021-01-02]. （原始内容存档于2021-01-02） （中文（简体））.
8. ↑  . 2000年12月. （原始内容存档于2017-03-09）.
9. ↑  . 澎湃新闻.   [2016-12-15]. （原始内容存档于2016-12-20）.
10. ↑  . 中国气象局.   [2023-04-04].